# Ratsirakia
Ratsirakia is een monotypisch geslacht van straalvinnige vissen uit de familie van de slaapgrondels (Eleotridae).

## Soort
- Ratsirakia legendrei (Pellegrin, 1919)